# Mahmud Barzanjiopstanden
De Mahmud Barzanjiopstanden waren een aantal gewapende opstanden van Mahmud Barzanji tegen de Iraakse overheid in Brits Mesopotamië en later het Brits Mandaat Mesopotamië. Na de eerste opstand in 1919 werd Mahmud Barzanji gevangengenomen en werd hij in ballingschap in India gebracht. Na een jaar keerde hij terug en begon een nieuwe opstand. In deze opstand verklaarde hij zichzelf tot koning van het koninkrijk Koerdistan. Na zijn nederlaag in 1924 vluchtte Mahmud Barzanji de bergen in. De Mahmud Barzanjiopstanden worden vaak als het eerste hoofdstuk van het moderne Iraaks-Koerdisch conflict gezien.

## Opstand van 1919
De Eerste Mahmud Barzanjiopstand was in Iraaks-Koerdistan in mei 1919. Het gebied was onder controle van de Britten. Kort voordat hij tot gouverneur van Sulaimaniyah werd verklaard beval Barzanji om alle Britse politieke en militaire functionarissen te arresteren. Na de controle over het gebied zich toe te eigenen verklaarde Barzanji zichzelf "Heerser over heel Koerdistan". Barzanji riep op tot jihad tegen de Britten in 1919. Barzanji kreeg in zijn opstand steun van verschillende Koerdische stammen. Alhouwel de motieven van Barzanji voornamelijk religieus waren, streefden de meeste Koerden voor nationale en politieke vrijheid.
Onder de supporters van Barzanji zat Mustafa Barzani, de toekomstige leider van de Koerdische nationalisten en de Peshmerga in Irak.
Mahmud Barzanji werd uiteindelijk gearresteerd en hij moest in ballingschap naar India in 1921. Hoewel Barzanji's troepen niet meer verenigd waren onder één leider ging de opstand door.

## Opstand van 1922
Na het Verdrag van Sèvres, waarbij afspraken over territorium gemaakt werden, bleef Sulaymaniya onder directe controle van de Britten. Omdat de Britten in conflict met Turkije waren stelden ze de uit India teruggekeerde Mahmud Barzanji aan als gouverneur op 14 september 1922.
De Britten bleken al snel een fout gemaakt te hebben. In november begon Barzanji een nieuwe opstand. Barzanji stichtte het Koninkrijk Koerdistan en riep zichzelf uit tot koning. Het leger van het Koninkrijk Koerdistan was het Kurdish National Army.

## Nasleep van de opstanden
Nadat Mahmud Barzanji was gevlucht probeerde hij in 1930-1931 nog een keer aan de macht te komen, maar dit mislukte. In 1932 keerde hij terug naar Irak en hij ondertekende een vredesakkoord met de Iraakse overheid.